# Tomasito
Tomás Moreno Romero, conocido artísticamente como Tomasito (Jerez de la Frontera, 1969) es un cantante gitano español de flamenco en varias disciplinas. Realiza una fusión de flamenco con otros ritmos: pop, rock, hip hop, funky, etc.

## Biografía
Nacido en 1969 en el seno de una familia de gitanos flamencos —es hijo de La Bastiana—.  Dejó el colegio con 11 años y Diego Carrasco se lo lleva a Madrid con 14, donde acompaña en actuaciones a flamencos, como Lola Flores o Chano Domínguez.
En los 90 destacó su éxito Camino del hoyo. Acompañó a Ketama y otros artistas en giras internacionales.
En 2006 se une a Kiko Veneno, Muchachito Bombo Infierno y Ratón y Canijo de Los Delinqüentes para formar una superbanda llamada G-5 con la que editan el disco Tucaratupapi en noviembre del mismo año. La banda, en principio, no da conciertos y se limita a la edición del disco y a tocar en algunos programas de televisión.
En 2013 se reúne con Muchachito Bombo Infierno , El Canijo de Jerez —Los Delinqüentes—, Lichis —La Cabra Mecánica— y Albert Pla para formar La Pandilla Voladora e iniciar una gira y grabación de disco.
Algunos artistas como Pablo Carbonell y Javier Krahe han declarado la admiración por su música.
En 2019 aparece en el programa Un país para escucharlo con Kiko Veneno y colabora en la "Spanish Fusion Band" de Jay Hernández.
El 31 de octubre de 2019 estrena sencillo "Los Muertos Vivientes".
En 2020 lanza la gira "Los majaretas del planeta" con Pepe Bao.

## Discografía

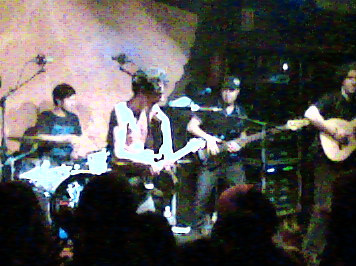
Tomasito en concierto.

Algunos de los trabajos más destacados de Tomasito son:
- Torrotrón (1993)
- Tomasito (álbum) (1996)
- Castaña (álbum) (1999)
- Cositas de la realidad (2003)
- Y de lo mío ¿qué? (2009)
- Los hombres de las praderas y sus bordones calientes, con Los Delinqüentes (2010)[14]
- Azalvajao, cuenta con colaboraciones de Bebe y Raimundo Amador entre otros (2013)[15]
- Ciudadano gitano, disco de grandes éxitos con una nueva canción, «Libre y a mi manera» (2017)[16]

## Colaboraciones

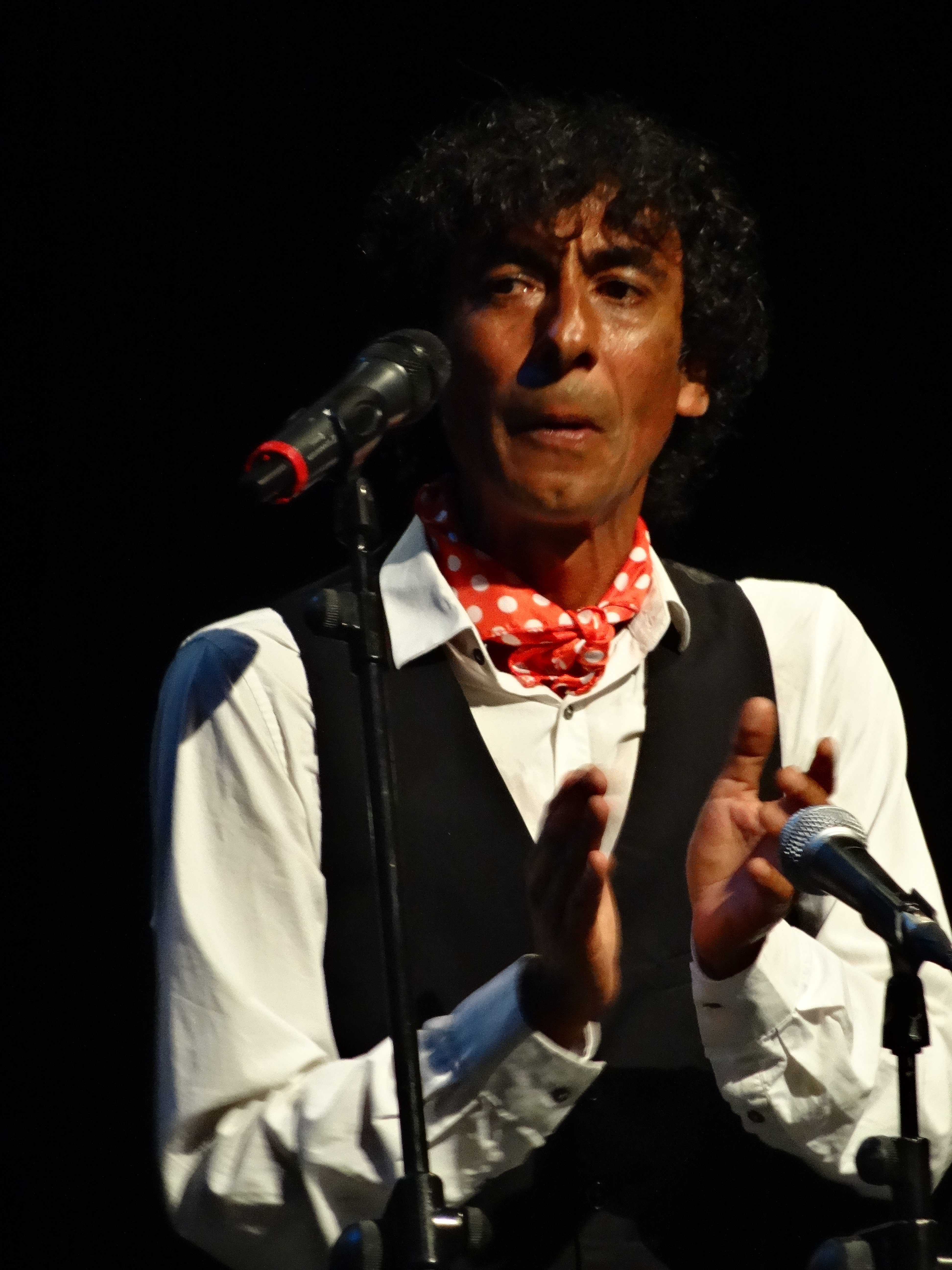
Colaboración con Jorge Pardo para el XX Aniversario del Festival de Jazz de San Javier, 2017

Es famosa su colaboración en el tema «Dámelo ya», que dio a conocer a Pastora Soler.
Colabora junto con Chano Domínguez en la película Calle 54 de Fernando Trueba.
Grabó el tema de Rosendo «Agradecido» por alegrías para el recopilatorio Perversiones flamencas.
El CD y DVD En familia, de Navajita Plateá.
La película ¿Por qué se frotan las patitas? incluye una interpretación de «De momento» junto con Los Aslándticos y una versión del «Aserejé».
I Festival Afroflamenco de Dakar en 2009 —Senegal— y I Festival Afroflamenco de Soweto en 2010 —Johannesburgo, Sudáfrica—.
Álbum Septeto - Oye como viene con Chano Domínguez, Pablo Martín, Guillermo McGill, Blas Córdoba, Israel Suárez «Piraña» y Joaquín Grilo.
En 2016 participa en la grabación del álbum homenaje a El Fary
Actuación en la Bienal de flamenco de Sevilla con "Gipsy Rappers"

## Premios
- Premio de la Música de la UFI por el Álbum Flamenco Los hombres de las praderas y los bordones calientes (2011)[22]
- Escudo de Oro Villa de Trebujena (2011)[23]
- Reconocimiento de Canal Sur con motivo de la Feria de Jerez en 2019[24]